# Chocar los cinco

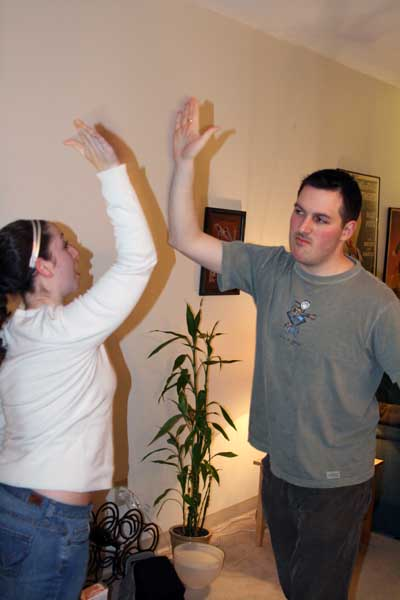
Dos personas chocando los cinco.

Chocar los cinco (high five en inglés) es un gesto de celebración realizado por dos personas en el que cada uno levanta su mano para dar una palmada en la mano del otro, normalmente para comunicar satisfacción mutua o para felicitar a alguien. La expresión que se utiliza para comunicar el deseo de realizar el gesto suele ser "¡choca esos cinco!", donde el término "cinco" hace referencia a los dedos de la mano. Además del gesto estándar, existen muchas variantes que añaden exclusividad a la experiencia.